# Hugo Krantz
Hugo Reinhold Krantz, född 10 mars 1880 i Stenbrohults socken, död 11 december 1971 i Danderyds församling, var en svensk reklamman.
Hugo Krantz var son till järnvägskonduktören Carl August Krantz. Han kom utan föregående utbildning in i reklambranschen och var 1895-1896 och 1900-1904 anställd vid S Gumaelius annonsbyrå ABs malmöfilial och 1896-1900 hos Svenska aktiebolaget Humber & Co. i Malmö.1904-1908 var han reklam- och försäljningschef vid Tomtens fabriker i Göteborg och arbetade därefter som reklamkonsult 1908-1909. Krantz var 1909-1918 chef för S. Gumaelius  göteborgsfilial och lät därefter starta sin egen annonsbyrå i Göteborg, Annonsbyrån Hugo Krantz AB. Krantz fungerade som VD där fram till 1932. 1929 hade han köpt Annonsbyrån Sten AB vilken efter införlivande som dotterbolag fick namnet Sten-Krantz AB och 1932 överflyttades huvudverksamheten från Göteborg till Stockholm, med Krantz som fortsatt VD fram till 1956, då han trädde tillbaka för en roll som styrelseordförande i företaget. Krantz var även ledamot av styrelsen för Annonsbyråernas förening och innehavare av firman Stereo-Mat från 1953.